# Aleksandar Kapisoda
Aleksandar Kapisoda (Osijek, 17 settembre 1989) è un calciatore croato, centrocampista del Petrovac.

## Carriera
In carriera ha giocato 7 partite di qualificazione alle coppe europee, di cui 3 per la Champions League e 4 per l'Europa League, tutte con il Mogren.